# سيبان (قبيلة)

سيبان قبيلة عربية من أكبر الاتحادات القبلية في حضرموت، ويتكون هذا الاتحاد القبلي من حضر وبادية مستقرة وشبه مستقرة. ومساكنهم الأولى تمتد من ساحل حضرموت على بحر العرب حتى وادي دوعن، وبعدها تفرقوا في أنحاء حضرموت والجزيرة العربية. وقد ذكر المؤرخون أن نسب سيبان يعود إلى حمير أحد فروع العرب القحطانية. وأن التكوينات القبيلية الموجودة الآن في بني سيبان إنما هي في الغالب ناتجة عن أحلاف قبلية وليست ناتجة عن روابط نسب. وإلى سيبان تنسب أعلى قمة مرتفعة عن سطح البحر في مرتفعات هضبة حضرموت الجنوبية، التي تعرف باسم "كور سيبان"، والكور في اللهجة الحضرمية هو الرأس، وهنا يأتي كناية عن العلو والشموخ والمنعة.
ورد ذكر سيبان في نقوش المسند (سيبن) وسيبان في التسمية تعود إلى الجذر الثلاثي "سيب"، والسيب في لهجة بادية حضرموت بمعنى معًا أو جماعة كقولهم: «رحنا سيب أو جينا سيب». وهناك ميزة اختص بها أهل اليمن، ففي غالب أسماء البلدان والأماكن تحمل صفة العلو والمنعة، وأسماء القبائل الكبيرة تحمل صفة التجمع كقبيلتي حاشد وبكيل، والتحشد والتبكل هو التجمع والسيب الجماعة.